# Membranreaktor
Ein Membranreaktor ist eine Anlage zur Durchführung einer chemischen oder biochemischen Reaktion, die eine membranbasierte Trennstufe als integralen Bestandteil beinhaltet. Es gibt jedoch auch Ausführungen, bei denen sich die Membran außerhalb des chemischen Reaktors befindet.
Die Verwendung von Membranreaktoren führt teilweise zur Verbesserung der Selektivität einer Reaktion und durch die kontinuierliche Produktabnahme zur Ausbeuteerhöhung bei gleichgewichtslimitierten Reaktionen.
Die Ausbeuteerhöhung der Reaktion beruht auf der Änderung der Konzentration eines Stoffes durch die kontinuierliche Entfernung bzw. Zuführung aus bzw. in den Reaktionsraum. Dies geschieht selektiv für den betreffenden Stoff durch eine für diesen Stoff durchlässige Membran.
Die Membran in solchen Reaktoren kann z. B. aus porösem Glas oder aus geeigneten Polymerschichten bestehen.

## Anwendungen
Membranreaktoren können zur Selektivitätssteigerung bei der Selektivoxidation von Kohlenwasserstoffen verwendet werden. Dabei wird entlang des Katalysatorbetts Sauerstoff zugegeben, so dass durch dessen niedrige örtliche Konzentration die unerwünschte Totaloxidation verhindert, bzw. zurückgedrängt wird. Auch für Dehydrierungsreaktionen von Kohlenwasserstoffen (Bsp. Propan zu Propen) kann die Membranreaktortechnologie verwendet werden. Dabei kommen Palladium/Silber-Kompositmembranen für die Reaktion und zur Wasserstoffabtrennung zum Einsatz.
Auch die Immobilisierung von Enzymen an einer porösen Membran kann als Membranreaktorsystem (Enzymmembranreaktor, EMR) betrachtet werden. Solche Systeme werden in der Biotechnologie verwendet und erleichtern die Abtrennung der Produkte aus dem Reaktionsgemisch (Katalysator, Edukte). Es gibt mehrere technische Verfahren, bei denen Enzymmembranreaktoren in der industriellen Produktion eingesetzt werden, z. B. in der kinetischen Racematspaltung (enantioselektive Hydrolyse) von DL-N-Acetylaminosäuren. Dabei entsteht in einem kontinuierlichen Prozess unter Einwirkung eines geeigneten Enzyms (L-Acylase) ein Gemisch aus der L-Aminosäure, Essigsäure und D-N-Acetylaminosäure, das durch fraktionierende Kristallisation oder Ionenaustauschchromatographie getrennt werden kann. Wegen der vergleichsweise hohen molaren Masse bleibt das Enzym an der Membran, die wie ein molekularer Filter wirkt, hängen, während die Aminosäure, die N-Acetylaminosäure und die Essigsäure passieren können. Teilweise werden auch molekülvergrößerte Enzymderivate, statt reiner Enzyme, in Enzymmembranreaktoren eingesetzt. Auch Amidasen, Hydantoinasen, Racemasen werden schon länger in Membranreaktoren mit Erfolg eingesetzt.
In den Enzymmembranreaktoren lassen sich auch Coenzym-abhängige biochemische Umwandlungen realisieren. Solche Verfahren erlauben z. B. die enantioselektive kontinuierliche Umwandlung von α-Ketocarbonsäuren in enantiomerenreine α-Aminosäuren und werden in technischen Pilotanlagen eingesetzt.
Auch Hydrogenasen wurden erfolgreich eingesetzt.
Analog zu Enzymen, deren katalytische Aktivität mit der makromolekularen Struktur eng verknüpft ist, lassen sich auch chemische Katalysatoren so modifizieren, dass sie durch Membranen zurückgehalten werden. Dieses Konzept wird auch als Chemzym bezeichnet.
Eine weitere Anwendung mit zunehmender Bedeutung ist die Abwasserreinigung mit Membranbelebungsreaktoren (MBR).